# Leucauge kibonotensis
Leucauge kibonotensis är en spindelart som beskrevs av Albert Tullgren 1910. Leucauge kibonotensis ingår i släktet Leucauge och familjen käkspindlar. Inga underarter finns listade i Catalogue of Life.